# Woodmont (Connecticut)
Woodmont est un borough américain au sein de la city de Milford, dans le comté de New Haven au Connecticut.
Woodmont est fondé à la fin des années 1800 comme une colonie de vacances pour les classes aisées du comté de New Haven. Depuis les années 1950, une majorité de ses habitants y résident toute l'année.

## Démographie
| 1970  | 1980  | 1990  | 2000  | 2010  | - |
| ----- | ----- | ----- | ----- | ----- | - |
| 2 114 | 1 797 | 1 770 | 1 711 | 1 488 | - |

Selon le recensement de 2010, Woodmont compte 1 488 habitants. Le borough s'étend sur 0,99 milles carrés (2,56 km2), dont 0,72 milles carrés (1,86 km2) d'étendues d'eau.